# Riverdale Park (Kalifornija)
Riverdale Park je naseljeno područje za statističke svrhe u američkoj saveznoj državi Kalifornija. Prema popisu stanovništva iz 2010. u njemu je živjelo 1.128 stanovnika.